# Girolamo Giovinazzo
Girolamo Giovinazzo (n. 10 septembrie 1968, Roma, Italia) este un judocan ce a reprezentat Italia, medaliat olimpic. A participat la 2 ediții ale Jocurilor Olimpice (1996, 2000) în care a câștigat o medalie de argint și o medalie de bronz.